# Minuskuł 47
Minuskuł 47 (wedle numeracji Gregory–Aland) ε 515 (Soden) – rękopis Nowego Testamentu z XV wieku pisany minuskułą na pergaminie w języku greckim. Zawiera pozabiblijny materiał oraz marginalia. Przechowywany jest w Oksfordzie. Był wykorzystywany w dawnych wydaniach  greckiego Nowego Testamentu.  

## Opis rękopisu
Kodeks zawiera tekst czterech Ewangelii, na 554 pergaminowych kartach (12 na 19 cm) . Rękopis nie ma braków, ale jego karty są często przestawione.
Tekst rękopisu pisany jest jedną kolumną na stronę, w 14-17 linijek na stronę. Inicjały zdobione są złotem. Zawiera list  Euzebiusza do Karpiana.
Tekst Ewangelii dzielony jest według κεφαλαια (rozdziały), których numery umieszczono na marginesie. W górnym marginesie umieszczono τιτλοι (tytuły) do rozdziałów. Na marginesach umieszczono noty liturgiczne.

## Tekst
Grecki tekst Ewangelii reprezentuje bizantyjską tradycję tekstualną. Hermann von Soden zaliczył rękopis do rodziny tekstualnej Kx (standardowy tekst bizantyjski). Aland zaklasyfikował go do kategorii V (standardowy tekst bizantyjski).
Według metody wielokrotnych wariantów Claremont Profile Method reprezentuje rodzinę tekstualną Kr (standardowy tekst bizantyński) w dwóch rozdziałach Ewangelii Łukasza (10 i 20). W rozdziale 1 reprezentuje tekst mieszany.

## Historia
Rękopis został sporządzony przez Jana Serbopoulosa (Ἰωάννης Σερβόπουλος) w Anglii. Miał to uczynić trzema palcami. Ten sam skryba sporządził także minuskuł 56 i 58. 
Rękopis datowany jest w oparciu o paleograficzne przesłanki i zachodzi duża zgodność pomiędzy dawnymi paleografami, a współczesnymi w kwestii datowania. Griesbach i Scholz datowali go na XV wiek, Scrivener i  Gregory datowali go na XV wiek, podobnie i Kurt Aland. Aktualnie INTF datuje na wiek XV. 
John Mill wykorzystał go na potrzeby swego wydania (jako Codex Bodleianus VI). Wykorzystany też został w Poliglocie Waltona (jako Codex Bodleianus I), następnie przez Wettsteina i Griesbacha. Wettstein cytował go za pośrednictwem Poligloty Waltona. Nie jest wykorzystywany we współczesnych wydaniach greckiego Nowego Testamentu.
Johann Jakob Wettstein wciągnął go na listę rękopisów Nowego Testamentu, nadał mu numer 47 i sporządził jego opis. Rękopis był badany przez Wettsteina i Griesbacha.
Rękopis przechowywany jest w Bibliotece Bodlejańskiej (Auct. D. 5. 2) w Oksfordzie .